# Ace Ventura: Pet Detective
Ace Ventura: Pet Detective (Ace Ventura. Detectiu d'animals de companyia) és una pel·lícula còmica americana de 1994 dirigida per Tom Shadyac i protagonitzada per Jim Carrey, el qual interpreta un excèntric detectiu per a animals de companyia que estima els animals i té un gran coneixement sobre aquests. Ace Ventura destaca per la seva vestimenta amb camisa hawaiana i el seu pentinat inspirat en Elvis Presley. La seva feina és de retrobar animals desapareguts.

## Argument
Ace Ventura és un excèntric "detectiu per a animals de companyia", de Miami, Florida, és a dir, un detectiu especialitzat en el retrobament d'animals perduts. És contractat per a retrobar animals que han estat robats als seus amos. Malgrat que els seus mètodes semblen funcionar amb eficàcia, no sol obtenir feina i, per tant, està endarrerit en el lloguer, a més de ser la riota del Departament de Policia.
Ace s'enfronta a una sèrie de problemes relacionats amb la seva professió, per exemple, amb el lloguer i altres deutes, també el propietari el vol desallotjar perquè manté animals a la casa (Ace té un veritable zoològic al seu apartament), així com ser víctima de les burles del Departament de Policia de Miami. Al mateix temps, l'equip de futbol americà dels Dofins de Miami han arribat a la Super Bowl (la final del campionat nacional), però floc de neu, la mascota de l'equip (un rar exemple de dofí albí) és robat de la piscina de l'estadi Joe Robbie Stadium. El club confia en Ace per a retrobar-lo. Juntament amb Roger Podacter (Troy Evans) i Melissa Robinson (Courteney Cox), l'investigador excèntric ha de trobar floc de neu abans del diumenge, el dia de la Super Bowl (la final de lliga). Es tracta d'un cas molt més complicat que no s'imaginava, amb assassinats i segrests en què Ace Ventura demostra ser capaç, no només de trobar gossos i gats perduts o robats, sinó també de resoldre casos complexos d'assassinat.

## Repartiment
- Jim Carrey com a Ace Ventura
- Courteney Cox com a Melissa Robinson
- Sean Young com a Tinent Lois Einhorn
- Tone Loc com a Emilio
- Dan Marino com a ell mateix
- Noble Willingham com a Riddle
- Troy Evans com a Roger Podacter
- Raynor Scheine com a Woodstock
- Udo Kier com a Ronald Camp
- Frank Adonis com a Vinnie
- Tiny Ron com a Roc
- David Margulies com a Metge
- John Capodice com a Aguado
- Judy Clayton com a Martha Mertz
- Bill Zuckert com a Mr. Finkle
- Alice Drummond com a Mrs. Finkle
- Rebecca Ferratti com a dona sexy
- Mark Margolis com a Mr. Shickadance
- Antoni Coroner com a Periodista 1
- Randall "Tex" Cobb com a Dognapper
- Florence Mistrot com a Veí
- Will Knickerbocker com a Empresari
- Gary Munch com a Director
- Terry Miller com a Assistent del Director
- John Archie com a Periodista 3
- Scott Mitchell com a domesticador de dofins de Miami
- Nosey (Miami Seaquarium - aquari de Miami, Florida) com a Floc de neu el dofí